# Agustín Vera
Agustín Bernardo Vera Flores (Montevideo, 2 gennaio 2004) è un calciatore uruguaiano, centrocampista del River Plate (M).

## Carriera
Vera è cresciuto nel settore giovanile del River Plate (M) dove ha debuttato il 10 giugno 2022 nell'incontro di Primera División vinto 3-0 contro il Cerrito. Ha segnato il suo primo gol il 15 ottobre 2023 contro il Boston River.

## Statistiche

### Presenze e reti nei club
Statistiche aggiornate al 29 aprile 2024.
| Stagione        | Squadra         | Campionato      | Campionato | Campionato | Coppe nazionali | Coppe nazionali | Coppe nazionali | Coppe continentali | Coppe continentali | Coppe continentali | Altre coppe | Altre coppe | Altre coppe | Totale | Totale | Totale |
| Stagione        | Squadra         | Comp            | Pres       | Reti       | Comp            | Pres            | Reti            | Comp               | Pres               | Reti               | Comp        | Pres        | Reti        | Pres   | Reti   |        |
| --------------- | --------------- | --------------- | ---------- | ---------- | --------------- | --------------- | --------------- | ------------------ | ------------------ | ------------------ | ----------- | ----------- | ----------- | ------ | ------ | ------ |
| 2022            | River Plate (M) | PD              | 1          | 0          | CU              | 2               | 0               | CS                 | 0                  | 0                  |             | -           | -           | 3      | 0      |        |
| 2023            | River Plate (M) | PD              | 20         | 1          | CU              | 4               | 1               | CS                 | 0                  | 0                  |             | -           | -           | 24     | 2      |        |
| 2024            | River Plate (M) | PD              | 9          | 0          | CU              | 0               | 0               |                    | -                  | -                  |             | -           | -           | 9      | 0      |        |
| Totale carriera | Totale carriera | Totale carriera | 30         | 1          |                 | 6               | 1               |                    | 0                  | 0                  |             | -           | -           | 36     | 2      |        |